# Hersilia
Genre
Synonymes
- Hersiliopsis Wunderlich, 2004

Hersilia est un genre d'araignées aranéomorphes de la famille des Hersiliidae.
Il est constitué de quelque 80 espèces.

## Distribution
Les espèces de ce genre se rencontrent en Afrique, dans le Sud de l'Asie et dans l'Ouest de l'Océanie.

## Habitat
Les araignées Hersilia vivent sur les écorces et sur les pierres, essentiellement dans les forêts tropicales.

## Description

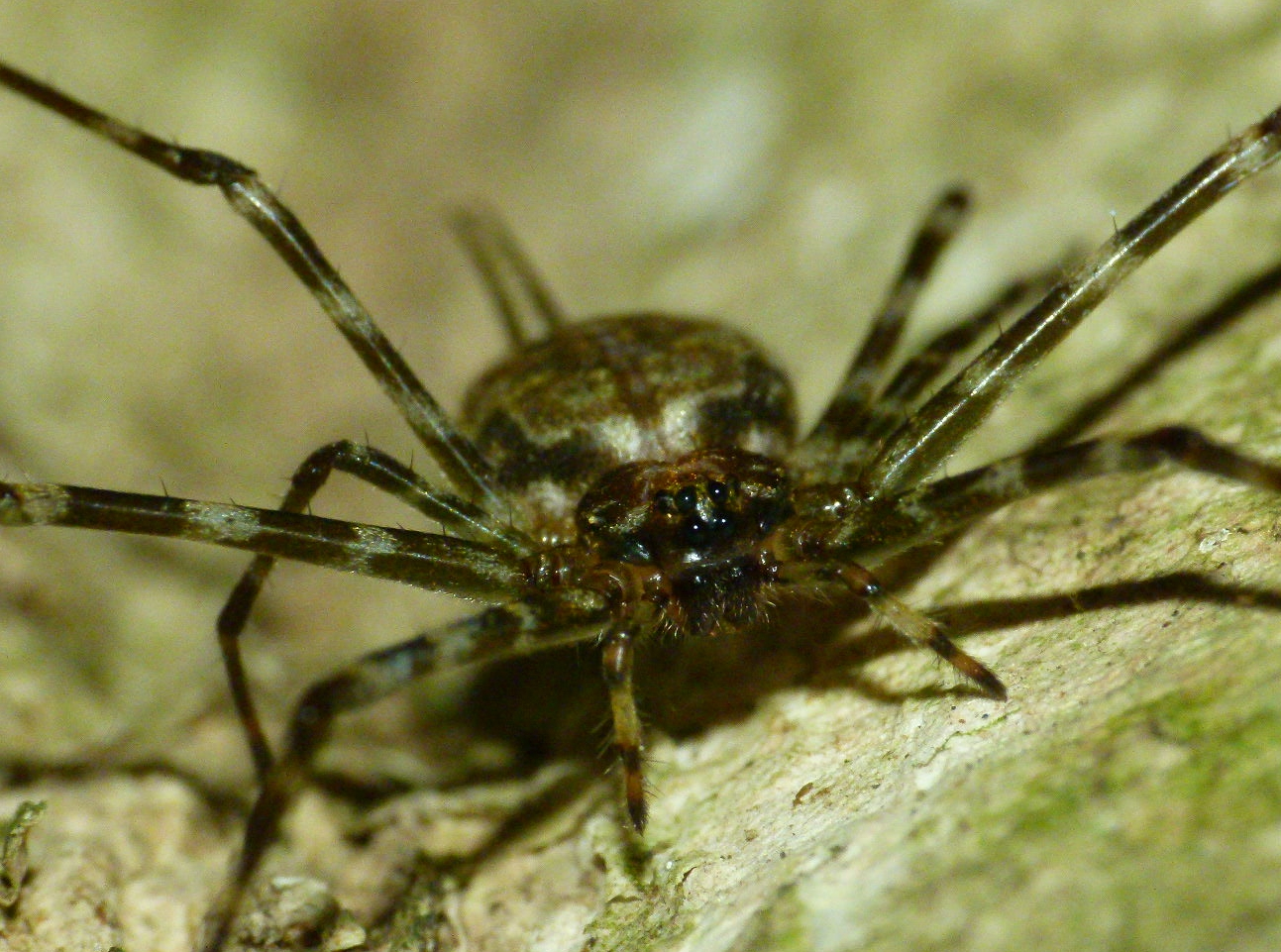
Hersilia

Il s'agit d'Araignées généralement grisâtres à région céphalique du prosoma surélevée, pattes très longues et filières supérieures démesurées excédant parfois la longueur du céphalothorax et de l'abdomen réunis, leur caractéristique essentielle. Elle a huit yeux.

## Anatomie interne
Elle présente un développement considérable de l'intestin moyen dans le céphalothorax, au point d'en occuper une très grande partie. Ce thoracentéron appartient donc au type "complexe" de Millot. Tous les diverticules sont hypertrophiés, aussi bien les antérieurs que les latéraux. Ils se répartissent en trois plans plus ou moins superposés, édifient un lacis sous la masse nerveuse, entourent les nerfs optiques, atteignent le large "auvent" du clypeus ou bandeau et envahissent même la quasi-totalité du rostre. Leur paroi est caractérisée par son extrême richesse en cellules à guanine (guan(in)ocytes).

## Comportement
Ne tissant pas de toile, elles se tiennent au repos plaquées immobiles contre les troncs d'arbre ou les murs. En action, elles manifestent une extrême rapidité, qu'elles courent pour se dérober, chasser et tourner ensuite autour de leurs proies qu'elles emmaillotent avec la soie des filières supérieures comme l'a figuré Bristowe en 1930.
Les sacs à œufs de cette araignée sont fixés à l'écorce des arbres et ils sont gardés par les femelles.

## Liste des espèces
Selon World Spider Catalog (version 25.5, 11/10/2024) :
- Hersilia albicomis Simon, 1887
- Hersilia albinota M. Baehr & B. Baehr, 1993
- Hersilia albomaculata Wang & Yin, 1985
- Hersilia aldabrensis Foord & Dippenaar-Schoeman, 2006
- Hersilia alluaudi Berland, 1920
- Hersilia aoqin Lin & Li, 2022
- Hersilia arborea Lawrence, 1928
- Hersilia asiatica Song & Zheng, 1982
- Hersilia australiensis B. Baehr & M. Baehr, 1987
- Hersilia baforti Benoit, 1967
- Hersilia baliensis M. Baehr & B. Baehr, 1993
- Hersilia bifurcata B. Baehr & M. Baehr, 1998
- Hersilia bubi Foord & Dippenaar-Schoeman, 2006
- Hersilia caronae Foord & Dippenaar-Schoeman, 2006
- Hersilia caudata Audouin, 1826
- Hersilia clarki Benoit, 1967
- Hersilia clypealis M. Baehr & B. Baehr, 1993
- Hersilia deelemanae M. Baehr & B. Baehr, 1993
- Hersilia eloetsensis Foord & Dippenaar-Schoeman, 2006
- Hersilia facialis M. Baehr & B. Baehr, 1993
- Hersilia feai M. Baehr & B. Baehr, 1993
- Hersilia flagellifera M. Baehr & B. Baehr, 1993
- Hersilia furcata Foord & Dippenaar-Schoeman, 2006
- Hersilia hildebrandti Karsch, 1878
- Hersilia igiti Foord & Dippenaar-Schoeman, 2006
- Hersilia impressifrons M. Baehr & B. Baehr, 1993
- Hersilia incompta Benoit, 1971
- Hersilia insulana Strand, 1907
- Hersilia jajat Rheims & Brescovit, 2004
- Hersilia kerekot Rheims & Brescovit, 2004
- Hersilia kinabaluensis M. Baehr & B. Baehr, 1993
- Hersilia lelabah Rheims & Brescovit, 2004
- Hersilia long Lin & Li, 2022
- Hersilia longbottomi B. Baehr & M. Baehr, 1998
- Hersilia longivulva Sen, Saha & Raychaudhuri, 2010
- Hersilia madagascariensis (Wunderlich, 2004)
- Hersilia madang M. Baehr & B. Baehr, 1993
- Hersilia mainae B. Baehr & M. Baehr, 1995
- Hersilia martensi M. Baehr & B. Baehr, 1993
- Hersilia mboszi Foord & Dippenaar-Schoeman, 2006
- Hersilia mimbi M. Baehr & B. Baehr, 1993
- Hersilia mjoebergi M. Baehr & B. Baehr, 1993
- Hersilia moheliensis Foord & Dippenaar-Schoeman, 2006
- Hersilia montana Chen, 2007
- Hersilia mowomogbe Foord & Dippenaar-Schoeman, 2006
- Hersilia nentwigi M. Baehr & B. Baehr, 1993
- Hersilia nepalensis M. Baehr & B. Baehr, 1993
- Hersilia novaeguineae M. Baehr & B. Baehr, 1993
- Hersilia occidentalis Simon, 1907
- Hersilia okinawaensis Tanikawa, 1999
- Hersilia orvakalensis Javed, Foord & Tampal, 2010
- Hersilia pungwensis Tucker, 1920
- Hersilia sagada Lin & Li, 2022
- Hersilia sagitta Foord & Dippenaar-Schoeman, 2006
- Hersilia savignyi Lucas, 1836
- Hersilia scrupulosa Foord & Dippenaar-Schoeman, 2006
- Hersilia selempoi Foord & Dippenaar-Schoeman, 2006
- Hersilia sericea Pocock, 1898
- Hersilia serrata Dankittipakul & Singtripop, 2011
- Hersilia setifrons Lawrence, 1928
- Hersilia sigillata Benoit, 1967
- Hersilia simplicipalpis M. Baehr & B. Baehr, 1993
- Hersilia striata Wang & Yin, 1985
- Hersilia sumatrana (Thorell, 1890)
- Hersilia sundaica M. Baehr & B. Baehr, 1993
- Hersilia taita Foord & Dippenaar-Schoeman, 2006
- Hersilia taiwanensis Chen, 2007
- Hersilia talebii Mirshamsi, Zamani & Marusik, 2016
- Hersilia tamatavensis Foord & Dippenaar-Schoeman, 2006
- Hersilia tenuifurcata B. Baehr & M. Baehr, 1998
- Hersilia thailandica Dankittipakul & Singtripop, 2011
- Hersilia tibialis M. Baehr & B. Baehr, 1993
- Hersilia tortuosa Wen & Xu, 2022
- Hersilia vanmoli Benoit, 1971
- Hersilia vicina M. Baehr & B. Baehr, 1993
- Hersilia vinsoni Lucas, 1869
- Hersilia wellswebberae B. Baehr & M. Baehr, 1998
- Hersilia wraniki Rheims, Brescovit & van Harten, 2004
- Hersilia xieae Yin, 2012
- Hersilia yaeyamaensis Tanikawa, 1999

Selon World Spider Catalog (version 23.5, 2023) :
- † Hersilia aquisextana Gourret, 1887
- † Hersilia miranda C. L. Koch & Berendt, 1854

## Systématique et taxinomie
Ce genre a été décrit par Audouin en 1826.
Hersiliopsis a été placé en synonymie par Foord et Dippenaar-Schoeman en 2006.

## Publication originale
- Audouin, 1826 : « Explication sommaire des planches d'arachnides de l'Égypte et de la Syrie publiées par J. C. Savigny, membre de l'Institut; offrant un exposé des caractères naturels des genres avec la distinction des espèces. » Description de l'Égypte, ou Recueil des observations et des recherches qui ont été faites en Égypte pendant l'expédition de l'armée française, Histoire Naturelle, tome 1, partie 4, p. 99-186.